# Kongur
De Kongur of Kongur Tagh (Oeigoers: ,قوڭۇر تاغ Qongur Tagh; Mongools: Хонгор Таг, Hongor Tag; Chinees: 公格尔峰, pinyin: Gōnggé'ěr Fēng) is een 7649 meter hoge berg in de oostelijke Pamir, in het onder Chinees bestuur vallende Xinjiang. De berg is de hoogste top in de Pamir en de 37e ter wereld. Het bergmassief rondom de Kongur wordt wel Kongur Shan genoemd (van het Chinese 公格尔山, pinyin: Gōnggé'ěr Shān).
De Kongur ligt in het uiterste westen van Xinjiang, niet ver van de grens met Tadzjikistan, ongeveer 110 km ten zuidwesten van Kashgar en 90 km ten noorden van Taxkorgan. Samen met de verder naar het zuiden gelegen Muztagh Ata torent de Kongur boven de woestijn van de Taklamakan in het oosten.
Vanwege zijn afgelegen ligging werd de berg pas in 1900 door Europeanen ontdekt. Sinds de aanleg van de Karakoram Highway door het gebied in de jaren 70 van de 20e eeuw is de berg makkelijker te bereiken. De eerste poging de berg te beklimmen was in 1956, maar de berg bleek lastiger dan verwacht. Vanwege het slechte weer geldt de Kongur als extreem moeilijk. Pas in 1981 wist een Britse expeditie onder leiding van Christian Bonington de top te bereiken. In 1989 volgde een tweede beklimming door een Japans team. De derde beklimming volgde pas in 2004.